# D. & M. Grootes
D. & M. Grootes war ein Schokoladenfabrikant in Amsterdam-Westzaan in den Niederlanden und Herausgeber von Bildpostkarten.

## Geschichte

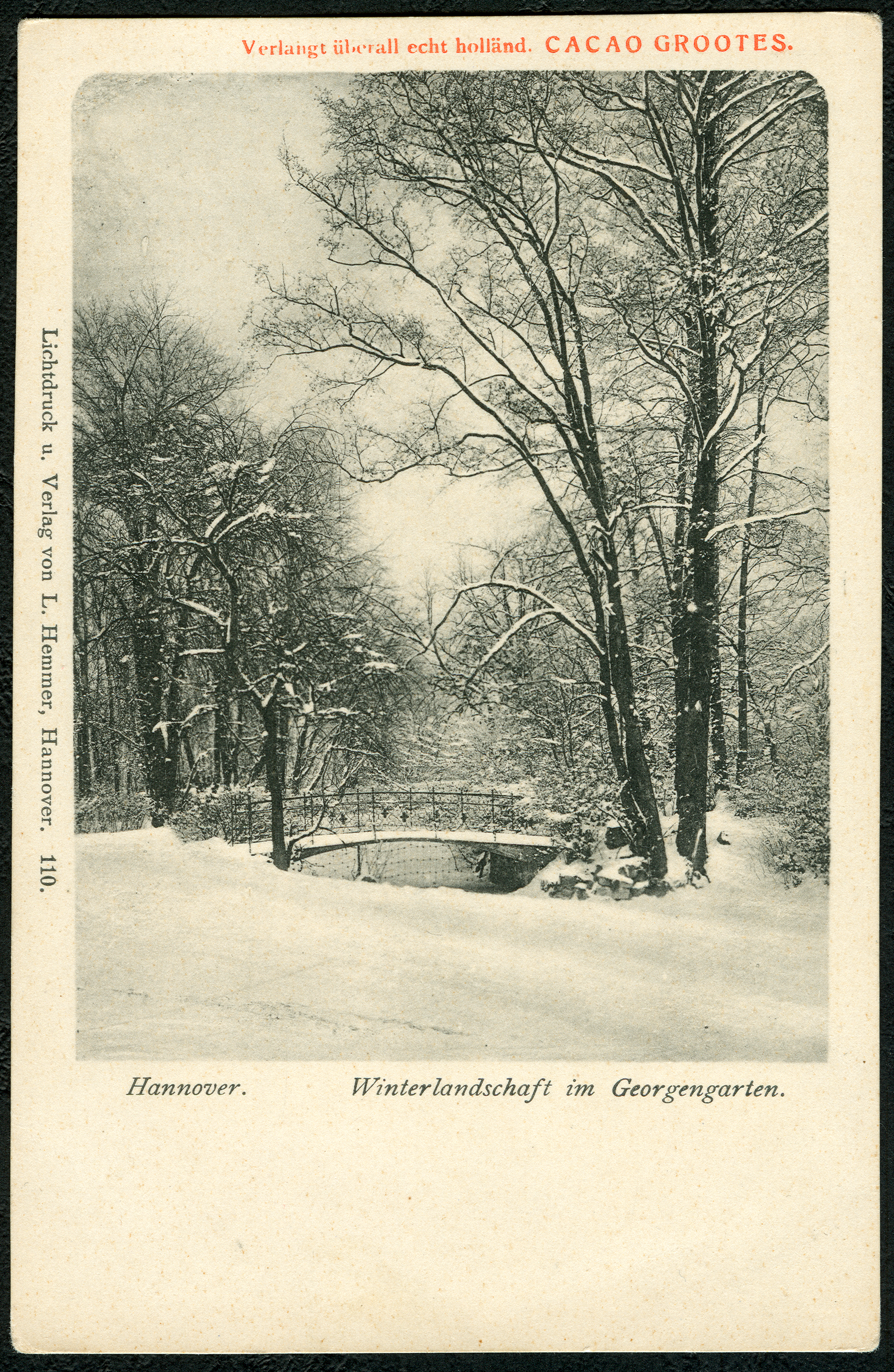
„Verlangt überall echt holl. CACAO GROOTES“
Werbezudruck auf einer Ansichtskarte von Ludwig Hemmer

### Die Anfänge
Die Brüder Dirk und Meyert Grootes gründeten 1825 ihr Familienunternehmen. Anfangs mahlten sie Gewürze, Getreide und sogar Lapislazuli. Erst später im Jahr 1844 kamen auch Kakao und Schokolade hinzu, die unter dem Markennamen „Grootes“ vertrieben wurden. Das Unternehmen wurde im Jahr 1871 mit seinen feinen Schokoladen Hoflieferant der Königlichen Familie von Holland und der Kaiserlichen Familie von Österreich. In der Folge wurde ein Paradiesvogel, „Markenzeichen der Länder der Kakaobohne“, in das Wappen der Hersteller-Familie integriert.

### Cacao-Grootes
Eine Marke der Firma war das Kakao-Pulver Cacao-Grootes; bereits 1898 war die Marke „31 mal ausgezeichnet“. Die Firma warb, insbesondere in Deutschland mit Zudrucken auf Ansichtskarten mit Werbeslogans wie etwa „Verlanget zu jedem Pfund echt Holländischen "Cacao-Grootes" 4 Postkarten gratis“. Als Werbemedium sind aber auch Reklamemarken bekannt.
Nach der Weltausstellung Brüssel International – 1910 wurde Kakao der Firma mit dem Prädikat „Weltkakao“ ausgezeichnet. Später folgten weitere Auszeichnungen.

### Panadoro Group und Veripan
Nach knapp 150 Jahren wurde die Produktion in Westzaan eingestellt. Meiert Johan Grootes, der jüngste Spross in der 7. Generation, gründete jedoch 1992 mit Schweizer Partnern die Panadoro Group in Zug in der Schweiz. Zu der Firma gehört die Ideenschmiede Veripan AG in Matzingen, die international berühmt wurde durch die Erfindung von einem revolutionären Konzept zur Herstellung eines konzentrierten Vorteigs basierend auf der biotechnologischen Verarbeitung von Nebenprodukten aus der Müllerei. Diese Innovation für die Backwarenindustrie wird weltweit unter dem Markennamen PANATURA vermarktet. Auch das Bakery Café Franchise-System Cakefriends, das sich mit dem Verkauf von Kuchen befasst, wurde von der Veripan AG entwickelt.

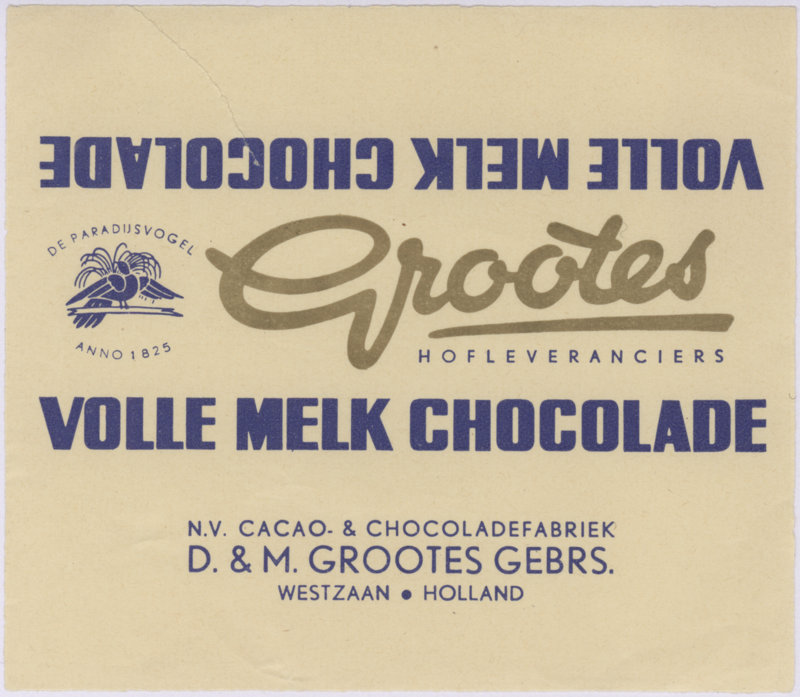
Etikette "Grootes Vollmilch Schokolade"
- Etikette "Grootes Holländischer Kakao"
- Etikette "Grootes Halbbitter Schokolade"
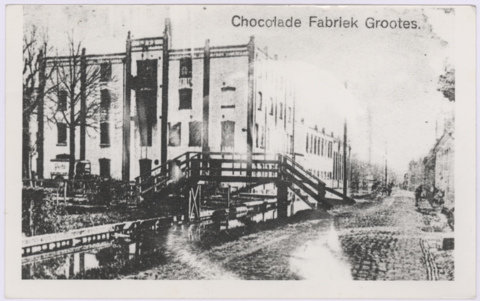
Schokoladen Fabrik Grootes